# Lindi (stad)

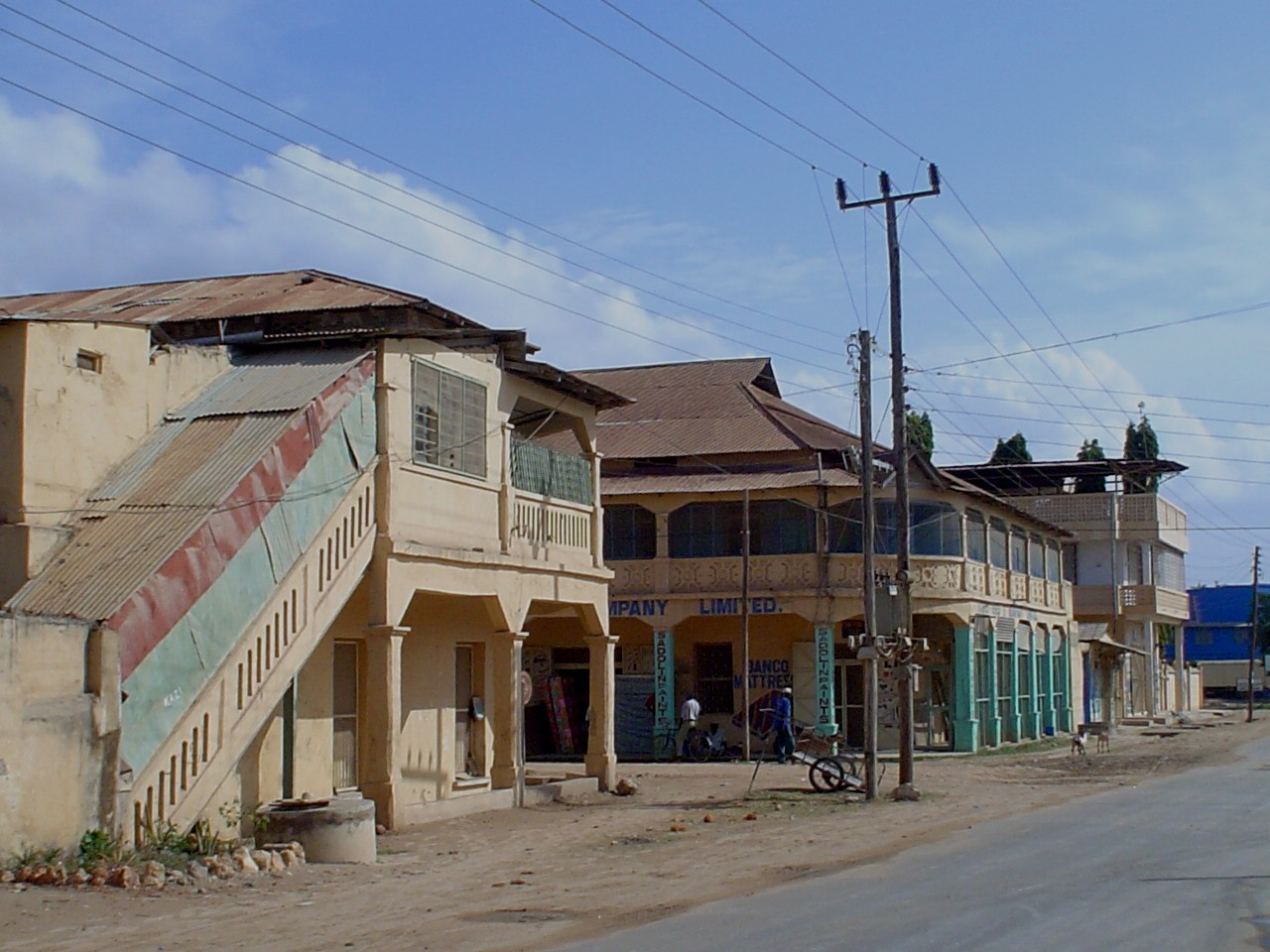
Straat in Lindi

Lindi is zowel een aan de zee liggende stad als de naam van de omliggende regio in zuidoostelijk Tanzania. In 2003 had de stad een populatie van 69.000 inwoners. De stad ligt aan de monding van de Lukuledi, maar heeft vrijwel geen havenfaciliteiten. De omliggende regio is de dunst bevolkte regio van Tanzania.
De stad ligt aan de autoweg B2 die haar verbindt met Mtwara in het zuiden en Dar es Salaam in het noorden.
Sinds 1986 is Lindi de zetel van een rooms-katholiek bisdom.